# Gran Premio motociclistico del Baden-Württemberg 1986
Il Gran Premio motociclistico del Baden-Württemberg 1986 è stata l'ultima prova del motomondiale 1986, prima e unica edizione di questo Gran Premio; venne inserito nel calendario iridato in sostituzione del Gran Premio motociclistico del Sudafrica non disputato a causa dell'apartheid.
È stato disputato il 28 settembre sul circuito dell'Hockenheimring e vi hanno corso solo la classe 125 in cui si è imposto Fausto Gresini, la classe 80 in cui si è imposto Gerhard Waibel e i sidecar dove la vittoria è stata dell'equipaggio Egbert Streuer/Bernard Schnieders.
Gli ultimi due titoli iridati ancora da assegnare, 125 e sidecar, furono rispettivamente assegnati all'italiano Luca Cadalora su Garelli e all'equipaggio olandese Streuer/Schnieders (quest'ultimo vinse per il maggior numero di vittorie a parità di punti con i francesi Michel/Fresc).

## Classe 125

### Arrivati al traguardo
| Pos. | Pilota                 | Moto        | Tempo    | Griglia | Punti |
| ---- | ---------------------- | ----------- | -------- | ------- | ----- |
| 1    | Fausto Gresini         | Garelli     | 33.46.46 | 1       | 15    |
| 2    | Luca Cadalora          | Garelli     | 33.47.29 | 2       | 12    |
| 3    | August Auinger         | Bartol-MBA  | 33.47.52 | 3       | 10    |
| 4    | Ezio Gianola           | MBA         | 33.47.72 | 5       | 8     |
| 5    | Bruno Kneubühler       | LCR-MBA     | 33.48.69 | 4       | 6     |
| 6    | Domenico Brigaglia     | Ducados-MBA | 34.18.45 | 6       | 5     |
| 7    | Paolo Casoli           | MBA         | 34.33.92 | 10      | 4     |
| 8    | Olivier Liégeois       | Assmex      | 34.39.31 | 7       | 3     |
| 9    | Johnny Wickström       | Tunturi-MBA | 34.39.53 | 15      | 2     |
| 10   | Adi Stadler            | MBA         | 34.39.85 | 12      | 1     |
| 11   | Mike Leitner           | MBA         | 34.40.24 | 8       |       |
| 12   | Norbert Peschke        | MBA         | 35.12.20 | 19      |       |
| 13   | Lucio Pietroniro       | MBA         | 35.12.49 | 16      |       |
| 14   | Jussi Hautaniemi       | MBA         | 35.12.85 | 25      |       |
| 15   | Andrés Sánchez         | MBA         | 35.13.37 | 17      |       |
| 16   | Jan Eggens             | LCR         | 35.37.92 | 26      |       |
| 17   | Willy Hupperich        | MBA         | 35.38.39 | 36      |       |
| 18   | Dirk Hafeneger         | MBA         | 35.38.99 | 18      |       |
| 19   | Flemming Kistrup       | MBA         | 35.48.60 | 28      |       |
| 20   | Sepp Bader             | MBA         | 35.51.70 | 30      |       |
| 21   | Christian Le Badezet   | MBA         | 35.57.70 | 35      |       |
| 22   | Peter Balaz            | MBA         | 35.38.38 | 43      |       |
| 23   | Heinz Litz             | MBA         | 1 giro   | 42      |       |
| 24   | Helmut Hovange         | Seel        | 1 giro   | 41      |       |
| 25   | Peter Sommer           | MBA         | 1 giro   | 31      |       |
| 26   | Thomas Møller-Pedersen | MBA         | 1 giro   | 44      |       |
| 27   | Robin Milton           | MBA         | 1 giro   | 29      |       |

### Ritirati
| Pilota             | Moto    | Motivo | Griglia |
| ------------------ | ------- | ------ | ------- |
| Håkan Olsson       | MBA     |        | 21      |
| Karl Dauer         | MBA     |        | 39      |
| Nicolas Hernandez  | Benelli |        | 40      |
| Ángel Nieto        | Derbi   |        | 27      |
| Willy Pérez        | MBA     |        | 9       |
| Claudio Macciotta  | MBA     |        | 11      |
| Stefan Prein       | Casal   |        | 33      |
| Ernst Himmelsbach  | MBA     |        | 32      |
| Jean-Claude Selini | MBA     |        | 22      |
| Patrick Daudier    | PMDF    |        | 37      |
| Bady Hassaine      | MBA     |        | 34      |
| Erich Zürn         | Seel    |        | 38      |
| Thierry Feuz       | MBA     |        | 13      |
| Jacques Hutteau    | MBA     |        | 24      |
| Paul Bordes        | MBA     |        | 23      |
| Alfred Waibel      | MBA     |        | 20      |

### Non partito
| Pilota             | Moto | Motivo | Griglia |
| ------------------ | ---- | ------ | ------- |
| Pier Paolo Bianchi | MBA  |        | 14      |

## Classe 80

### Arrivati al traguardo
| Pos. | Pilota             | Moto       | Tempo    | Griglia | Punti |
| ---- | ------------------ | ---------- | -------- | ------- | ----- |
| 1    | Gerhard Waibel     | Krauser    | 27.58.50 | 1       | 15    |
| 2    | Stefan Dörflinger  | Krauser    | 28.20.07 | 2       | 12    |
| 3    | Hans Spaan         | Casal      | 28.32.52 | 5       | 10    |
| 4    | Manuel Herreros    | Derbi      | 28.44.95 | 6       | 8     |
| 5    | Wilco Zeelenberg   | Casal      | 29.04.78 | 13      | 6     |
| 6    | Hubert Abold       | Seel       | 29.05.12 | 14      | 5     |
| 7    | Reiner Scheidhauer | Seel       | 29.06.27 | 11      | 4     |
| 8    | Alfred Waibel      | Real       | 29.18.62 | 12      | 3     |
| 9    | Henk van Kessel    | Krauser    | 29.21.38 | 16      | 2     |
| 10   | Theo Timmer        | Huvo-Casal | 29.23.58 | 23      | 1     |
| 11   | Salvatore Milano   | Krauser    | 29.38.62 | 21      |       |
| 12   | Günter Schirnhofer | Krauser    | 29.39.42 | 18      |       |
| 13   | René Dünki         | Krauser    | 29.48.79 | 19      |       |
| 14   | Michael Gschwander | Krauser    | 29.59.78 | 33      |       |
| 15   | Paul Bordes        | Krauser    | 29.59.98 | 39      |       |
| 16   | Bert Smit          | BZ         | 30.04.70 | 30      |       |
| 17   | Richard Bay        | Maico      | 30.05.10 | 22      |       |
| 18   | Reiner Koster      | Kroko      | 30.05.81 | 28      |       |
| 19   | Ralf Waldmann      | Krauser    | 30.08.00 | 34      |       |
| 20   | Chris Baert        | Seel       | 30.08.18 | 24      |       |
| 21   | Josef Lutzenberger | Eberhardt  | 30.19.95 | 27      |       |
| 22   | Peter Öttl         | Eberhardt  | 30.20.30 | 31      |       |
| 23   | Reiner Partl       | Eberhardt  | 30.33.08 | 37      |       |
| 24   | Johan Auer         | Huvo-Casal | 30.35.78 | 42      |       |
| 25   | Kees Besseling     | CJB        | 30.37.20 | 45      |       |
| 26   | Aad Wijsman        | Harmsen    | 1 giro   | 38      |       |
| 27   | Raimo Lipponen     | Krauser    | 1 giro   | 35      |       |
| 28   | Olivier Friedrich  | Ziegler    | 1 giro   | 44      |       |

### Ritirati
| Pilota              | Moto    | Motivo | Griglia |
| ------------------- | ------- | ------ | ------- |
| Serge Julin         | Casal   |        | 36      |
| Stefan Prein        | Casal   |        | 26      |
| Felix Rodriguez     | Autisa  |        | 32      |
| Ángel Nieto         | Derbi   |        | 7       |
| Josef Fischer       | Krauser |        | 9       |
| Rainer Kunz         | Ziegler |        | 10      |
| Roland Bosch        | Krauser |        | 43      |
| Jorge Martínez      | Derbi   |        | 3       |
| Reinhard Koberstein | Krauser |        | 41      |
| Ian McConnachie     | Krauser |        | 4       |
| Jos van Dongen      | Krauser |        | 25      |
| Hagen Klein         | Hess    |        | 29      |

### Non partiti
| Pilota             | Moto    | Motivo | Griglia |
| ------------------ | ------- | ------ | ------- |
| Pier Paolo Bianchi | Seel    |        | 8       |
| Jörg Seel          | Seel    |        | 15      |
| Alex Barros        | Autisa  |        | 17      |
| Thomas Engl        | Krauser |        | 20      |
| Brane Rokavec      | Seel    |        | 40      |

## Classe sidecar
All'ultima gara erano ancora tre gli equipaggi in lotta per il mondiale: Alain Michel-Jean-Marc Fresc (69 punti), Steve Webster-Tony Hewitt (61), Egbert Streuer-Bernard Schnieders (60). La corsa di Michel è però compromessa da un inconveniente nell'allacciatura del casco, provocato dalla distrazione di un'intervista per la tv francese TF1; questo gli fa perdere molte posizioni e la sua rimonta non lo porta oltre il 5º posto. Davanti, Streuer-Schnieders vincono dopo un serrato duello con Rolf Biland-Kurt Waltisperg, mentre Webster-Hewitt sono terzi; gli olandesi raggiungono Michel e Fresc a 75 punti e grazie al maggior numero di vittorie si aggiudicano il terzo titolo consecutivo.
Un elemento di discussione dopo il GP è la condotta di gara di Rolf Biland, compagno di squadra di Michel nel team Krauser; lo svizzero ha conteso la vittoria a Streuer ma prima del traguardo avrebbe potuto attendere Michel per farlo salire al quarto posto e fargli vincere il mondiale.

### Arrivati al traguardo (posizioni a punti)[6]
| Pos | Pilota          | Passeggero         | Moto          | Tempo    | Punti |
| --- | --------------- | ------------------ | ------------- | -------- | ----- |
| 1   | Egbert Streuer  | Bernard Schnieders | LCR-Yamaha    | 31'50"37 | 15    |
| 2   | Rolf Biland     | Kurt Waltisperg    | LCR-Krauser   | 31'50"57 | 12    |
| 3   | Steve Webster   | Tony Hewitt        | LCR-Yamaha    | 31'54"62 | 10    |
| 4   | Alfred Zurbrügg | Martin Zurbrügg    | LCR-Yamaha    | 32'12"94 | 8     |
| 5   | Alain Michel    | Jean-Marc Fresc    | LCR-Yamaha    | 32'14"41 | 6     |
| 6   | Masato Kumano   | Helmut Diehl       | LCR-Yamaha    | 32'17"43 | 5     |
| 7   | Steve Abbott    | Shaun Smith        | Windle-Yamaha |          | 4     |
| 8   | Frank Wrathall  | Kerry Chapman      | LCR-Yamaha    |          | 3     |
| 9   | Markus Egloff   | Urs Egloff         | LCR-Yamaha    |          | 2     |
| 10  | Derek Bailey    | Brian Nixon        | LCR-Yamaha    |          | 1     |